# Curt Glaser
Curt Glaser, född 29 maj 1879, död 23 november 1943, var en tysk konsthistoriker.
Glaser var först anställd vid Berlinmuseets kopparstickssamling och blev 1926 direktör för det statliga konstbiblioteket. Han utgav monografier över Hans Holbein d.ä. och Lucas Cranach d.ä., samt 1922 Cranachs teckningar, vidare monografier över Edvard Munch, Édouard Manet, Paul Cézanne och Die altdeutsche Malerei (1924), samt flera arbeten om europeisk och japansk grafik, och även Die Kunst Ostasiens (1922) och Ostasiatische Plastik (1925).